# Besouro (canción de Emicida)
«Besouro» es un sencillo lanzado por el rapero Emicida en 2010, compuesto por él mismo y producido por Felipe Vassão. Es el primer sencillo de la segunda mixtape del rapero, llamada Emicídio.